# Dekanat Choszczno
Dekanat Choszczno – jeden z dekanatów należący do archidiecezji szczecińsko-kamieńskiej. Powstał w 1946 r. i do połowy lat 80. liczył 13 parafii, zaś od 1987 r. do chwili obecnej skupia on 10 parafii. Największą parafią dekanatu jest parafia pw. Narodzenia Najświętszej Marii Panny w Choszcznie, od roku 1945 godność pełnili tu następujący proboszczowie:
- ks. Karol Chmielewski (15 IX 1945 – 1945)
- ks. Jerzy Kowalski (19 IX 1945 – 1 I 1956)
- ks. Tadeusz Sorys (1 I 1956 – 24 IV 1961)
- ks. Józef Pawłowski (25 VI 1961 – 30 VII 1967)
- ks. mgr Jan Abramski (30 VII 1967 – ?)
- ks. Grzegorz Suchomski (obecnie)

## Parafie
- Choszczno (pw. Narodzenia NMP)
  - Kościół filialny: Stradzewo
- Choszczno pw. św. Jadwigi Królowej
  - Kościół filialny: Stary Klukom
- Chłopowo (pw. Najświętszego Serca Pana Jezusa)
  - Kościół filialny: Objezierze
- Dobropole Pyrzyckie (pw. Niepokalanego Poczęcia NMP)
  - Kościoły filialne:

1. Brzezina
2. Płoszkowo
3. Warszyn

- Dolice (pw. św. Chrystusa Króla)
  - Kościoły filialne:

1. Pomietów
2. Sądów
3. Ziemomyśl A

- Korytowo (pw. św. Stanisława Kostki)
  - Kościoły filialne:

1. Chełpa
2. Wardyń

- Krzęcin (pw. św. Jana Chrzciciela)
  - Kościoły filialne:

1. Granowo
2. Mielęcin
3. Przybysław
4. Żeńsko

- Raduń (pw. MB Szkaplerznej)
- Kościóły filialne:

1. Nowy Klukom
2. Smoleń

- Recz (pw. Chrystusa Króla)
  - Kościoły filialne:

1. Nętkowo
2. Pomień
3. Rybaki
4. Słutowo
5. Sulibórz

- Zamęcin (pw. Niep. Poczęcia NMP)
- Kościoły filialne:

1. Nadarzyn
2. Zwierzyn

## Dziekan i wicedziekan
- Dziekan: ks. kan. Grzegorz Suchomski[1]
- Wicedziekan: ks. Bernard Boguszewski[2]